# Arílakh
Arílakh (en rus: Арылах) és un poble de la República de Sakhà, a Rússia, segons el cens del 2021 tenia 125 habitants. Pertany al districte de Sangar.